# Central Madeirense
Central Madeirense é uma das principais cadeias de supermercados na Venezuela. Embora fundada em Caracas, tem atualmente 52 lojas em 38 cidades, tornando-se a maior cadeia de supermercados na Venezuela. É dirigido especialmente à classe média baixa.